# Stuart Kerrison
Stuart Kerrison is een Brits geluidstechnicus en als het zo uit kwam ook muziekproducer. Zijn lijst van geproduceerde albums is klein, hij werd af en toe ingeschakeld als gelegenheidproducer.

## Discografie

### Producer
- 1969: Strawbs; Strawbsalbum track Tell me what you see in me?
- 1985: Shooting Party ; I know that mood (single)
- 1986: Shooting Party: Trick of the light (single)
- 1990: Strawbs: Ringing down the Years (muziekalbum)

### Technicus/mix
- 1985: OMD: So in love (single)
- 1986: OMD: If you leave; track Locomotion van de B-kant, maar soms ook van 88 seconds in Greenboro; (single)
- 1997: Galliano: Live at the liquid room (muziekalbum)